# Guy M'Bongo
Guy M'Bongo (23 settembre 1968) è un ex cestista centrafricano.

## Carriera
Con la Rep. Centrafricana ha preso parte ai Giochi olimpici del 1988, segnando 2 punti in 5 partite.